# Abovyan
Abovyan (tiếng Armenia: Աբովյան) là một thành phố thuộc tỉnh Kotayk, Armenia. Dân số ước tính năm 2011 là 46825 người. Đô thị này thuộc vùng đô thị Yerevan.

## Khí hậu
Abovyan có khí hậu lục địa ẩm (phân loại khí hậu Köppen Dfa) với mùa hè tương đối nóng còn mùa đông lạnh giá.
| Dữ liệu khí hậu của Abovyan             | Dữ liệu khí hậu của Abovyan | Dữ liệu khí hậu của Abovyan | Dữ liệu khí hậu của Abovyan | Dữ liệu khí hậu của Abovyan | Dữ liệu khí hậu của Abovyan | Dữ liệu khí hậu của Abovyan | Dữ liệu khí hậu của Abovyan | Dữ liệu khí hậu của Abovyan | Dữ liệu khí hậu của Abovyan | Dữ liệu khí hậu của Abovyan | Dữ liệu khí hậu của Abovyan | Dữ liệu khí hậu của Abovyan | Dữ liệu khí hậu của Abovyan |
| Tháng                                   | 1                           | 2                           | 3                           | 4                           | 5                           | 6                           | 7                           | 8                           | 9                           | 10                          | 11                          | 12                          | Năm                         |
| --------------------------------------- | --------------------------- | --------------------------- | --------------------------- | --------------------------- | --------------------------- | --------------------------- | --------------------------- | --------------------------- | --------------------------- | --------------------------- | --------------------------- | --------------------------- | --------------------------- |
| Trung bình ngày tối đa °C (°F)          | 0.6 (33.1)                  | 2.0 (35.6)                  | 7.6 (45.7)                  | 14.3 (57.7)                 | 19.5 (67.1)                 | 24.0 (75.2)                 | 27.9 (82.2)                 | 27.6 (81.7)                 | 23.9 (75.0)                 | 17.4 (63.3)                 | 9.8 (49.6)                  | 3.2 (37.8)                  | 14.8 (58.7)                 |
| Trung bình ngày °C (°F)                 | −4.0 (24.8)                 | −2.7 (27.1)                 | 2.5 (36.5)                  | 8.4 (47.1)                  | 13.1 (55.6)                 | 17.1 (62.8)                 | 20.8 (69.4)                 | 20.6 (69.1)                 | 16.4 (61.5)                 | 10.8 (51.4)                 | 4.6 (40.3)                  | −1.1 (30.0)                 | 8.9 (48.0)                  |
| Tối thiểu trung bình ngày °C (°F)       | −8.5 (16.7)                 | −7.3 (18.9)                 | −2.6 (27.3)                 | 2.5 (36.5)                  | 6.8 (44.2)                  | 10.3 (50.5)                 | 13.7 (56.7)                 | 13.6 (56.5)                 | 9.0 (48.2)                  | 4.2 (39.6)                  | −0.6 (30.9)                 | −5.3 (22.5)                 | 3.0 (37.4)                  |
| Lượng Giáng thủy trung bình mm (inches) | 18 (0.7)                    | 22 (0.9)                    | 30 (1.2)                    | 46 (1.8)                    | 71 (2.8)                    | 53 (2.1)                    | 31 (1.2)                    | 25 (1.0)                    | 22 (0.9)                    | 34 (1.3)                    | 26 (1.0)                    | 18 (0.7)                    | 396 (15.6)                  |
| Nguồn: Climate-Data.org                 |                             |                             |                             |                             |                             |                             |                             |                             |                             |                             |                             |                             |                             |

## Thành phố kết nghĩa
- Villeurbanne, Pháp[3]